# Gösta Schwarck
Gösta Ernst Poul Schwarck (14. september 1915 – 11. marts 2012) var en dansk komponist og erhvervsmand.
Gösta Schwarck blev født ind i en kunstneruddannet dansk/tysk familie den 14. september 1915 i et krigsramt Europa i det nordøstlige Tyskland. Faderen var kapelmester Ernst Poul Schwarck og moderen operasangerinde Marguerite Brián-Schwarck
Fra begyndelsen af 1930'erne var han aktiv først som komponist og senere som salgschef og turnerende korleder. Han blev tidligt selvstændig erhvervsdrivende med en salgsorganisation. Først i 1950'erne og de næste 10 år var han hovedmanden bag de første Miss Danmark konkurrencer samt Danmarks repræsentation i international Miss Europe, Miss World og Miss Universe. Fra 1957 var han desuden international impresario for klassisk musik med koncertdirektionen "International Concert Management" og senere "Dr. Gösta Schwarck International".

## Tidlige År
Han blev i en alder af 29 år salgschef for et parfumefirma under ledelse af Hother Hellenberg. Inden da var han et veletableret navn som ung komponist med flere plade- og nodeudgivelser bag sig i samarbejde med Sven Rye, Gull-Maj Norin, Greta Keller m.fl.

## 1946-1947 Soldatertid
Under aftjening af dansk værnepligt efter 2. verdenskrig oprettedes han et 30-mand stort soldaterkor, som turnerede i ind- og udland. Koret optrådte i Statsradiofonien og udgav egen grammofonplade. I koncerter organiseret af Gösta Schwarck optrådte Ib Schønberg og teenageren Bent Fabricius Bjerre, som deltog med eget orkester. Gösta Schwarck henviste ofte til sine erfaringer fra soldatertiden som kimen til sit senere virke som impresario.

## 1947-1998 Salgsorganisationen Gösta Schwarck
Fra og med 1946 var han selvstændig erhvervsdrivende og oprettede en landsdækkende salgsorganisation med base i Adelgade 18 og senere Vesterbrogade 27. Med mottoet ”en ny nyhed hver uge” forsynede det nystartede firma Danmark med kosmetik, helse, beklædningsgenstande samt nye opfindelser og importvarer. Produkter som Den usynlige kam, Grand Massette og Danmarks første bikini-badedragt designet af søsteren, tegneren Christel. De første Miss Danmark-konkurrencer og forskellige typer af variety-shows arrangeret af Gösta Schwarck blev brugt som platform for firmaets produkter.

## 1954-1960 Skønhedskonkurrencer
Under en firmafrokost på Dyrehavsbakken stiftede han bekendtskab med teaterdirektør Albert V. Unruh, hvis skuespilhus led under stærkt svigtende omsætning. Med Gösta Schwarcks hjælp sås få dage senere alenlange køer af teaterbesøgende foran det fallerende teater.

## 1957-2010 Koncertdirektionen
Efter en alvorlig bilulykke i Hamborg i 1954 koncentrerede Gösta Schwarck sig om den klassiske musik. En decideret koncertdirektion blev oprettet og overskuddet fra kosmetikfirmaet gik til at hente de største af datidens musikudøvere til Danmark: Alexander Borovsky, Nikita Magaloff, Shura Cherkassky, Yury Boukoff, Walter Klien, Jacob Gimpel, Svjatoslav Richter, Adam Harasiewicz, Grigory Sokolov m.fl. De satte sig ved flyglerne i danske koncerthuse og Victor Schiøler skrev i 1966 et langt åbent brev, hvori indsatsen rostes: ”Dansk musikliv skylder Dem meget”.
I en alder af 40 år forfinede han sine klaverfærdigheder med en uddannelse på Det Kongelige Danske Musikkonservatoriums solistklasse under ledelse af bl.a. Herman D. Koppel – sideløbende med både firma, nystartet koncertdirektion og et voksende familieliv.
Nu bredte han sig fra klaverkunsten til at organisere landsdækkende turneer for Wiener Sängerknaben, Vlach og Janacek kvartetten, Carlo Zecchi, Kyung-wha Chung, Anne-Sophie Mutter, Alexander Lazarev m.fl. og inviterede store stemmer som Boris Christoff, Christa Ludwig, Mirella Freni, Teresa Berganza, Ghena Dimitrova m.fl. til landet. Han giftede sig i 1975 med den unge bulgarske pianist Assia Zlatkowa.
I midten af 1980’erne blev Gösta Schwarck den første i landet, der fik den sovjetiske Bolshoi-opera til Danmark.

Samtidigt annoncerede han en genopførelse af Verdis Aida med 264 mand opsat på Det Kongelige Teater i København.
I 1988 fik han Luciano Pavarotti til at gæste hovedstaden med Det Kongelige Kapel som orkester. Efter mange problemer med finansieringen, belånte han sit eget hus og privatøkonomi og satsede alt for at kunne få gennemført arrangementet.

Efter han havde banet vejen og vist at sådanne arrangementer var mulige i Danmark, fulgte Danmarks Radio m.fl. op flere år senere med lignende arrangementer.
Gösta Schwarck stod for organiseringen af flere tusinde enkeltstående kulturbegivenheder både i og unden for Danmark. Alt sideløbende med driften af egen grossistvirksomhed “Salgsorganisationen Gösta Schwarck” og senere postordrevirksomheden "Euro Pharma ApS".  Gennem de første 20-30 år satte han egen privatøkonomi over styr og postede egne penge over i musikken, alene drevet af ønsket om at skabe hidtil usete og uhørte arrangementer på dansk jord.   

## 1970-2008 Internationale Hædersbevisninger
Gennem årene hædredes han med ordener og statslige anerkendelser fra Tyskland, Frankrig, USA, Rusland, Sovjet, Tjekkiet, Bulgarien, Israel og Ungarn. I 1977 blev han æresdoktor fra Chicagos Musikkonservatorium. Den største hæder kom i 2008 da han af den bulgarske præsident fik tildelt Order Of Saint Cyril And Saint Methodius
– den højeste ære, der kan blive tildelt af det statslige overhoved som anerkendelse for en særlig indsats inden for kunsten og videnskaben. 
Han nåede aldrig hæder på hjemmefronten på trods af hans foregangsvirksomhed i Danmark.

## Kompositioner
:* Elegi (1971)
:* Golden Rhapsody (1955)
:* Lille Perle (1950)
:* Vi er Danmark vi er Soldater (1946)
:* Et enkelt Kys (1942)
:* En Duft af Foraar (1938)
:* Farvel og paa Gensyn (1937)
:* Uden Ord (1936)
:* Livets Melodi (1936)

## Eksterne Links
- Gösta Schwarck på gravsted.dk
- Gösta Schwarck på Internet Movie Database (engelsk)
- Gösta Schwarck på Filmdatabasen
- Gösta Schwarck på danskefilm.dk
- Gösta Schwarck på danskfilmogtv.dk
- Gösta Schwarck på The Movie Database (engelsk)